# Shmuel Tankus

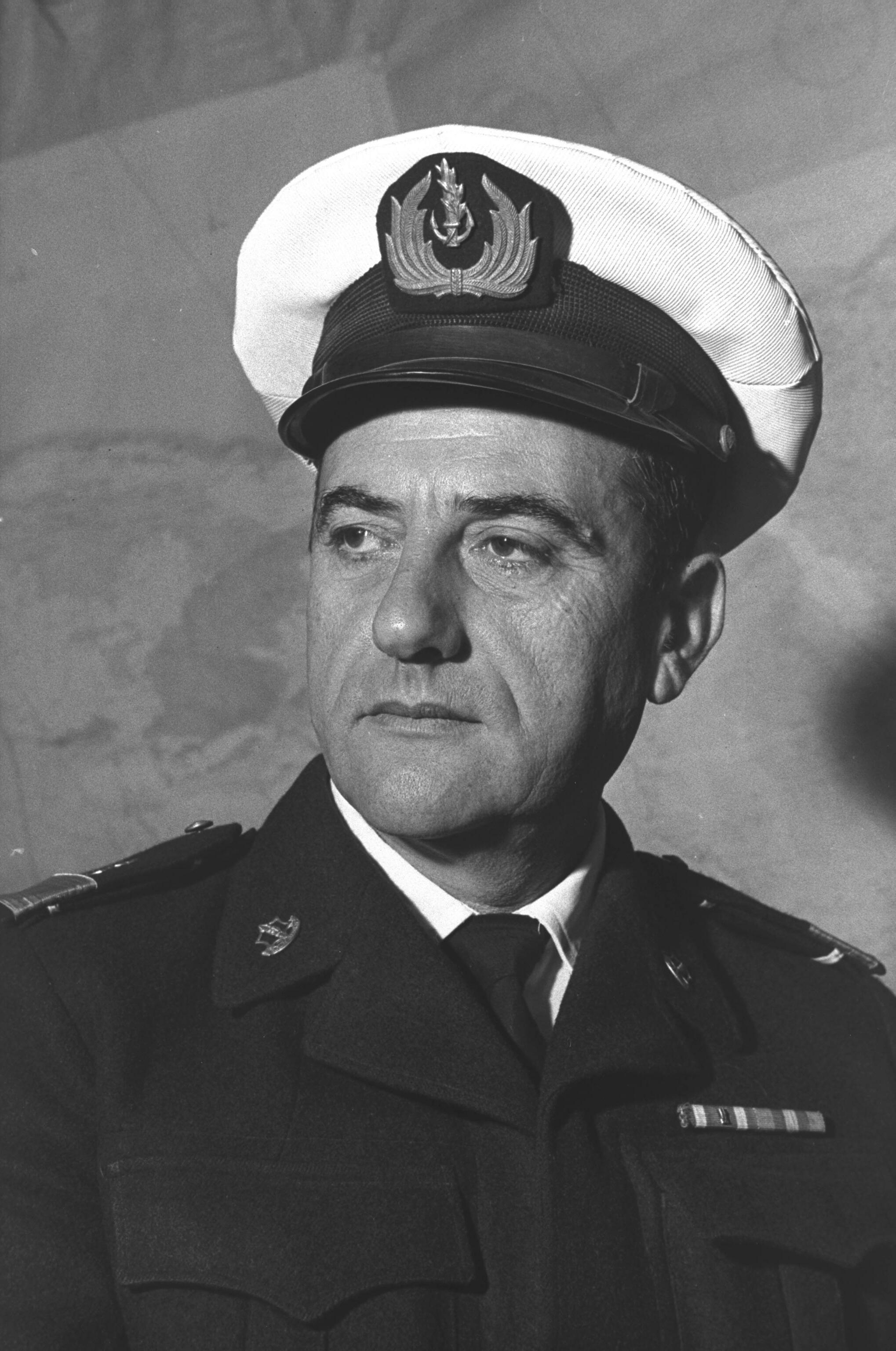
Shmuel Tankus em 1960.

Shmuel "Shmulik" Tankus (Jafa, 14 de novembro de 1914 - 4 de março de 2012) foi um militar israelense e o 5º comandante da Marinha Israelense de 1954-1960.